# Milislav Demerec
Milislav Demerec (11 janvier 1895 - 12 avril 1966) est un généticien croato-américain, et le directeur du département de génétique, Carnegie Institution of Washington [CIW], aujourd'hui Cold Spring Harbor Laboratory (CSHL) de 1941 à 1960, recrutant Barbara McClintock et Alfred Hershey.

## Biographie
Demerec est né et grandit à Kostajnica (alors Autriche-Hongrie, aujourd'hui Croatie). Il fréquente le Collège d'agriculture de Križevci et obtient son diplôme en 1916. Il travaille à la station expérimentale de Krizevci, puis fréquente le Collège d'agriculture de Grignon, en France, après la Première Guerre mondiale. Il émigre aux États-Unis pour des études supérieures en 1919.
En 1919, il commence son doctorat à l'Université Cornell, son travail porte sur la génétique du maïs et est supervisé par Rollins Emerson. Il termine son doctorat en 1923 et occupe un poste de chercheur au département de génétique de la Carnegie Institution [CIW], aujourd'hui Cold Spring Harbor Laboratory. Il termine les travaux de sa thèse, montrant que dix allèles différents pouvaient causer l'albinisme dans les grains de maïs, puis sur les conseils de CW Metz, il commence à travailler sur la génétique de la plante Delphinium et de la mouche des fruits Drosophila virilis en étudiant le mosaïcisme.
Il est un éminent chercheur sur la drosophile et créé le bulletin Drosophila Information Service en 1934 avec Calvin Bridges. En 1936, il est nommé directeur adjoint du Département de génétique, et directeur par intérim en 1941 à la suite du départ à la retraite d'Albert Francis Blakeslee. Cette année-là, il est également nommé directeur du laboratoire de biologie de la Long Island Biological Association, faisant de lui le directeur des deux laboratoires de Cold Spring Harbor, en 1943.
Après avoir surmonté l'opposition de Thomas Hunt Morgan, Demerec supervise l'achèvement d'une grande partie du travail de feu Calvin Bridges. Demerec nomme Katherine Brehme Warren pour terminer Les mutants de Drosophila melanogaster (1944) et le livre devient un classique dans le domaine.
La jeune Esther M. Zimmer, qui travaille avec Alexander Hollaender au US Public Health Service (Bethesda, MD), publie avec le Dr Hollaender, Eva Sansome et Demerec dans le domaine très précoce des mutations induites par les rayons X et les UV. Plus tard, Esther Zimmer (aujourd'hui Esther Lederberg) est l'une des fondatrices les plus influentes de la génétique bactérienne et bactériophage (Lambda).
Dans les années 1940, les recherches de Demerec s'orientent vers la génétique des bactéries et de leurs virus après un symposium donné par Max Delbrück. Pendant la Seconde Guerre mondiale, il utilise ses connaissances en génétique bactérienne pour augmenter le rendement du Penicillium. Après la guerre, il continue à travailler sur la génétique bactérienne et le problème de la résistance aux antibiotiques chez E. coli, Salmonella et Staphylococcus. En 1946, il est élu à l'Académie nationale des sciences et, en 1947, il est le rédacteur fondateur de Advances in Genetics, la première revue à passer en revue les découvertes de la génétique moderne. Dans les années 1950, il siège au comité de génétique du Comité sur les effets biologiques du rayonnement atomique de l'Académie nationale des sciences. En 1952, il est élu à la Société américaine de philosophie.
Après sa retraite du CSHL, il prend un poste au Laboratoire national de Brookhaven, y travaillant jusqu'en 1965. En 1966, il est brièvement professeur de recherche à l'Université de Long Island, jusqu'à sa mort le 12 avril 1966.